# 小南泰葉
小南 泰葉（こみなみ やすは、1983年10月11日 - ）は、日本の女性シンガーソングライター、作曲家。兵庫県丹波市出身。

## 来歴
10代のころより音楽活動を開始するも20歳のときに活動を中断。5年間の空白を経た後、2008年より大阪を拠点に活動を再開した。再び歌うことを決意したきっかけとしては、ハナレグミ(SUPER BUTTER DOG)の「サヨナラCOLOR」を聴いたことを、挙げている。
2012年5月23日にEMIミュージック・ジャパンよりメジャーデビュー。２枚のフルアルバムのリリースなどの活動を経て、2017年3月27日に病気治療のための活動休止を発表した。
- 2010年
  - 6月9日 - インディーズからファースト・ミニアルバム「UNHAPPY BIRTHDAY」を発売。
  - 10月 - FM802主催のMINAMI WHEEL2010に出演。

- 2011年
  - 4月9日および5月9日、10月11日および12月12日に、ワンマンライブを開催。
  - 7月30日 - フジロック・フェスティバル '11に出演。
  - 夏 - 活動拠点を関西から東京に移した[4]。
  - 10月15日 - MINAMI WHEEL2011に出演。

- 2012年
  - 1月 - “今年ブレイクが期待できる新人アーティスト10組”をiTunesが選出／発表する特別企画「Japan Sound of 2012」に選ばれる[5]。
  - 3月〜4月 - 「勧毒懲悪」レコ発ツアー。
  - 4月30日 - Niigata Rainbow ROCK Marketに出演。
  - 5月5日 - GIRLS' FACTORY LIVE 0505に出演。
  - 5月23日 - ミニアルバム「嘘憑キズム」にてEMIミュージック・ジャパンよりメジャーデビュー。
  - 6月 - ワンマンツアー「嘘憑キスト」開催。
  - 8月 - 「サマーソニック2012」大阪会場、「SETSTOCK'12」に出演。
  - 9月29日より東映系で公開のアニメーション映画「アシュラ」の主題歌を担当[6]。
  - 10月12日・13日 - MINAMI WHEEL 2012に出演。
  - 11月26日 - SPACE SHOWER 3rd Place vol.1に出演。
  - 12月23日 - THEラブ人間決起集会「下北沢にて'12」に出演。
  - 12月31日 - 「COUNTDOWN JAPAN 12/13」出演。

- 2013年
  - 2月 - 「コペルニクス的転回」ツアー開催。
  - 3月17日 - RADIO DRAGON 3周年記念 「Live Dragon Festival 2013」に出演。
  - 3月20日 - SANUKI ROCK COLOSSEUMに出演。
  - 5月18日 - FACTORY LIVE 0518に出演。
  - 5月24日 - 「恋と革命とキメラとバンドじゃないもん!」に出演。
  - 5月29日 - 初のフルアルバム「キメラ」をリリース。
  - 6月9日 - SAKAE SP-RING 2013に出演。
  - 6月〜7月 - カフェライブツアー「キメリカルカフェ」および、ワンマンライブ「キメリカルパビリオン」開催。
  - 7月27日 - MORNING RIVER SUMMIT 2013に出演。
  - 8月 - 「GIRLS' FACTORY 13」「SWEET LOVE SHOWER 2013」「TREASURE05X 2013 10th Anniversary」出演。
  - 9月〜10月 - 全国7ヶ所でワンマンツアー「キメラ」開催。
  - 10月31日 - 住岡梨奈 presents「NAMALA DABESA」vol.1に出演。
  - 12月6日 - 惑星アブノーマル2nd mini album"アナタソナタ"発売記念公演「Phantom of the pop」に出演。
  - 12月 - 小南泰葉とbómiに「よく似た」二人組Occappersが初ライブおよびCDリリース。同時に解散を発表した。ライブ後に小南がOccappersのメンバーであることが正式に明かされた。

- 2014年
  - 1月 - 来たる3月5日にEP「怒怒哀楽」をリリースすることが発表された[7]。
  - 2月23日 - DISK GARAGE MUSIC MONSTERS -2014 winter-に出演。
  - 3月15日 - HAPPY JACK 2014に出演。
  - 3月 - EP「怒怒哀楽」をリリース。全国タワーレコード・インストアライブツアーを実施。
  - 3月30日、4月1日 - 「怒怒哀楽」レコ発ワンマン"怒怒哀楽"劇を、大阪・東京で開催。
  - 4月 - 乃木坂46主演映画3作の主題歌を担当することが発表された。
    - 4月劇場公開「死の実況中継 劇場版」（監督:仁同正明 主演:能條愛未）
    - 5月劇場公開「デスブログ 劇場版」（監督:仁同正明 主演:中田花奈）
    - 6月公開予定「杉沢村都市伝説 劇場版」（監督:鳥居康剛 主演:伊藤寧々）

  - 6月8日 - SAKAE SP-RING 2014に出演。
  - 6月 - 「都市伝説倶楽部」ツアーを東名阪で開催予定。
  - 6月 - 映画主題歌3作などを収録した配信限定EP「都市伝説倶楽部」リリース。
  - 7月26日 - MORNING RIVER SUMMIT 2014に出演。
  - 8月18日 - 「GIRLS' FACTORY 14」出演。
  - 8月24日 - 故郷である兵庫県丹波市でワンマンライブ「ホームタウンシック」開催。
  - 10月11日 - バースデー企画ワンマン「恐らく来世も戦力外通告」開催。
  - 10月13日 - MINAMI WHEEL 2014に出演予定も台風のため中止。
  - 12月18日 - バーミリオンナイトに出演。

- 2015年
  - 2月11日〜3月8日 - 全国7ヶ所で「らせんの糸ツアー2015」開催。
  - 8月4日 - GIRLS' FACTORY 15 出演。
  - 10月11日 - バースデーライブを開催[8]。
  - 11月 - 全国6ヶ所のカフェ・ツアー「～泰葉と蜜のジプシー散歩～」開催。
  - 12月2日 - 2ndアルバム「僕を救ってくれなかった君へ」リリース。
  - 12月31日 - COUNTDOWN JAPAN 15/16に出演。

- 2016年
  - 2月28日 - スカパー！音楽祭 2016 に出演。
  - 3月 - ツアー「僕を救済するツアー 2016」を開催。
  - 7月 - 全国ツアー「共鳴ツアー 2016」開催。
  - 7月30日 - GIRLS' FACTORY 16 出演。
  - 10月30日 - 個展ライブイベント「LABO & LIVE」開催。

- 2017年
  - 1月4日 - マクドナルド総選挙のWebCMにエビフィレオ担当として出演[9]。
  - 1月14日 - 「LABO & LIVE vol.2」開催。
  - 3月27日 - 病気治療のための活動休止を発表。
  - 5月27日 - ワンマンライブ「孤"」（ご）開催予定も中止。

## 人物
- 好きなアーティストとしてブログのプロフィール欄に、ジャニス・ジョプリン、長澤知之、大槻ケンヂを挙げている[10]。

## 使用機材
- エレキギター
  - グレッチ G5810 Bo Diddley[11]
  - フェンダー ジャズマスター
- アコースティックギター
  - Crafter アコースティックギター
  - アリミツ・ギター・クラフト オーダーメイドモデル「ギロチン・ギター」[11]

## ディスコグラフィー

### シングル
| 発売日         | タイトル         | レーベル | 品番       | 備考             |
| -------------- | ---------------- | -------- | ---------- | ---------------- |
| 2011年4月9日   | 藁人形売りの少女 |          | YYY-666    |                  |
| 2011年12月12日 | Soupy World      |          | YYY-888    | 大阪地区限定発売 |
| 2012年9月26日  | Trash            |          | TOCT-45056 | オリコン63位     |

### ミニアルバム
| 発売日         | タイトル         | レーベル | 品番       | 備考                                              |
| -------------- | ---------------- | -------- | ---------- | ------------------------------------------------- |
| 2010年6月9日   | UNHAPPY BIRTHDAY |          | TCAR-2001  |                                                   |
| 2012年2月8日   | 勧毒懲悪         |          | YYY-999    |                                                   |
| 2012年5月23日  | 嘘憑キズム       |          | TOCT-29003 | オリコン46位                                      |
| 2012年12月12日 | 121212           |          | TOCT-22323 | オリコン84位                                      |
| 2014年3月5日   | 怒怒哀楽         |          |            |                                                   |
| 2014年6月25日  | 都市伝説倶楽部   |          |            | 配信限定 iTunesロックチャート1位、総合チャート2位 |

### アルバム
| 発売日        | タイトル                   | レーベル                   | 品番                           | 備考         |
| ------------- | -------------------------- | -------------------------- | ------------------------------ | ------------ |
| 2013年5月29日 | キメラ                     |                            | TOCT-29122                     | オリコン36位 |
| 2015年12月2日 | 僕を救ってくれなかった君へ |                            | UPCH-29209（初回盤（CD+DVD）） |              |
| 2015年12月2日 | 僕を救ってくれなかった君へ | UPCH-20410（通常盤（CD）） |                                |              |

### 映像作品
| 発売日         | タイトル                   | 規格 | 品番     | 備考               |
| -------------- | -------------------------- | ---- | -------- | ------------------ |
| 2012年12月12日 | Live Clips from Usotsukist | DVD  | YYY-1212 | ライブ会場限定販売 |

## 参加作品
| アーティスト | 発売日       | 収録               | 楽曲       |          |
| ------------ | ------------ | ------------------ | ---------- | -------- |
| セカイイチ   | 2013年2月6日 | and10 (2003〜2013) | ぷれぜんと | ボーカル |

## タイアップ
| 起用年 | 楽曲                   | タイアップ                                                |
| ------ | ---------------------- | --------------------------------------------------------- |
| 2012年 | 嘘憑きとサルヴァドール | 朝日放送「東西芸人いきなり!2人旅」6月度エンディングテーマ |
| 2012年 | Trash                  | 映画『アシュラ』主題歌（1）&（2）                         |
| 2012年 | 希望                   | 映画『アシュラ』主題歌（1）&（2）                         |
| 2012年 | 「善悪の彼岸」         | TBS系テレビ全国ネット「CDTV」12月度エンディングテーマ     |
| 2014年 | 3355411                | 映画『死の実況中継 劇場版』主題歌                         |
| 2014年 | NO-MAN                 | 映画『デスブログ 劇場版』主題歌                           |
| 2014年 | ドリームボックス       | 映画『杉沢村都市伝説 劇場版』主題歌                       |
| 2016年 | 白闇                   | 映画『ひかりをあててしぼる』主題歌                        |

## ミュージックビデオ
| 監督                | 曲名                                |
| 岩口哲也            | 「Soupy World」                     |
| 川腰和徳            | 「3355411」                         |
| さとうけいいち      | 「希望」                            |
| 丹修一              | 「善悪の彼岸」                      |
| 東市篤憲            | 「やさしい嘘」                      |
| 吉田ユニ / 多田卓也 | 「Trash」「嘘憑きとサルヴァドール」 |

## 楽曲提供
| アーティスト                      | 楽曲タイトル     | 作詞                | 作曲           | 編曲                       | リリース日     | CDタイトル                        |
| --------------------------------- | ---------------- | ------------------- | -------------- | -------------------------- | -------------- | --------------------------------- |
| LiSA                              | リスキー         | LiSA                | 小南泰葉       | 江口亮                     | 2015年9月30日  | Empty MERMAiD                     |
| LiSA                              | ギフトギフト     | LiSA                | 小南泰葉       | 野間康介（agehasprings）   | 2015年12月2日  | ID／ギフトギフト                  |
| LiSA                              | halo-halo        | LiSA                | 小南泰葉       | 江口 亮                    | 2016年4月20日  | LUCKY Hi FiVE!                    |
| LiSA                              | シャッフル       | 古屋真              | 小南泰葉       | 野間康介（agehasprings）   | 2016年8月24日  | Brave Freak Out（期間生産限定盤） |
| LiSA                              | TODAY            | LiSA                | 小南泰葉       | akkin                      | 2017年5月24日  | LiTTLE DEViL PARADE               |
| LiSA                              | ONLY≠LONELY      | 金井政人（BIGMAMA） | 小南泰葉       | 堀江晶太                   | 2017年11月29日 | ASH                               |
| LiSA                              | KALEIDO          | 田中秀典            | 小南泰葉       | 江口亮、PABLO a.k.a. WTF!? | 2019年12月11日 | unlasting                         |
| LiSA                              | BEAUTIFUL WORLD  | LiSA                | 小南泰葉       | 江口亮                     | 2020年10月14日 | LEO-NiNE                          |
| LiSA                              | BRAND NEW YOU    | 小南泰葉            | 小南泰葉       | 江口亮                     | 2021年1月13日  | dawn                              |
| LiSA                              | HELLO WORLD      | 小南泰葉            | 小南泰葉       | 江口亮                     | 2024年2月21日  | 配信シングル「HELLO WORLD」       |
| femme fatale                      | mellow mellow    | 小南泰葉            | 小南泰葉       | -                          | 2023年4月28日  | fuckin' sisters                   |
| 悪魔のキッス（戦慄かなの×かてぃ） | 方舟             | 小南泰葉            | 小南泰葉       | サクライケンタ、yu-ya      | 2023年4月29日  | 配信シングル「方舟」              |
| 悪魔のキッス（戦慄かなの×かてぃ） | unhappy birthday | 小南泰葉            | 小南泰葉       | サクライケンタ             | 2023年8月2日   | 配信シングル「unhappy birthday」  |
| 悪魔のキッス（戦慄かなの×かてぃ） | AIDIE            | 小南泰葉            | 小南泰葉       | -                          | 2023年9月17日  | 配信シングル「AIDIE」             |
| diig                              | dididi           | 小南泰葉            | サクライケンタ | -                          | 2024年9月14日  | 配信シングル「dididi」            |
| diig                              | vanilla          | 小南泰葉            | MOSAIC.WAV     | -                          | 2024年9月14日  | 配信シングル「dididi」            |
| diig                              | neon             | 小南泰葉            | 諭吉佳作/men   | 諭吉佳作/men               | 2024年11月6日  | 配信シングル「neon」              |
| diig                              | toy              | 小南泰葉            | 諭吉佳作/men   | 諭吉佳作/men               | 2025年2月13日  | 配信シングル「toy」               |

## 出演

### テレビ
- TBS ライブB♪ (2012年5月29日)[14]
- 東海テレビ xMusic (2012年10月〜)
- CX ミュージックフェア21 (2012年9月8日・15日)
- CX MUSIC FAIR (2013年5月18日・25日・2014年4月5日・12日)
- NHK MUSIC JAPAN ANNEX (2013年5月6日)
- TX プレミアMelodiX! (2013年5月27日)
- CX アウト×デラックス (2013年9月19日)

### ラジオ
- MBSラジオ 小南泰葉の月極うたぐみ (2012年9月7日, 14日, 21日, 28日)
- TOKYO FM、RADIO DRAGON (Monthly Dragon 水曜日) (2013年5月)
- ラジオ日本、Harmonic Groove!! （4週目メインパーソナリティ） (2015年11月〜2017年3月)